# Lophanthus archibaldii
Lophanthus archibaldii là một loài thực vật có hoa trong họ Hoa môi. Loài này được (Rech.f.) A.L.Budantzev mô tả khoa học đầu tiên năm 1992.